# Стирс, Джон
Джон Стирс (англ. John Stears; 25 августа 1934 — 28 апреля 1999) — британский (английский) художник по спецэффектам, известный по работе над такими фильмами, как «Скрипач на крыше» 1971 года, «О, счастливчик!» 1973 года, «Пропавший динозавр» 1975 года, «Небесные наездники» 1976 года, «Звёздные войны» 1977 года, «Воскрешение из мёртвых» 1980 года, «Иллюзия убийства» 1986 года, «Маска Зорро» 1998 года и шесть фильмов о Джеймсе Бонде.
Джон Стирс получил две номинации на премию «Оскар» в категории «Лучшие визуальные эффекты»; за фильмы «Шаровая молния» 1965 года и «Звёздные войны», и выиграл за каждый.
Скончался 28 апреля 1999 года, в Медицинском центре Калифорнийского университета в Лос-Анджелесе, от инсульта, в возрасте 64 лет.

## Фильмография
- Достичь небес (1956)
- Тот, кто сбежал (1957)
- Потопить «Бисмарк» (1960)
- Вызывающий проклятье (1962)
- Зови меня Бвана (1963)
- Из России с любовью (1963)
- Голдфингер (1964)
- Шаровая молния (1965)
- Живёшь только дважды (1967)
- Пиф-паф ой-ой-ой (1968)
- На секретной службе Её Величества (1969)
- Toomorrow (1970)
- Поймать шпиона (1971)
- Скрипач на крыше (1971)
- Флейтист-крысолов (1972)
- Сидячая цель (1972)
- Театр крови (1973)
- О, счастливчик! (1973)
- Человек с золотым пистолетом (1974)
- Призрак под полуденным солнцем (1974)
- Пропавший динозавр (1975)
- Нечаянное везение (1975)
- Небесные наездники (1976)
- Звёздные войны[a] (1977)
- Последний римейк Красавчика Жеста (1977)
- Багдадский вор (1978)
- Игра в классики (1980)
- Воскрешение из мёртвых (1980)
- Чужбина (1981)
- Мегасилы (1982)
- Охота на индюшек (1982)
- Сахара (1983)
- Баунти (1984)
- Иллюзия убийства (1986)
- Чудеса (1986)
- Медовый месяц с призраками (1986)
- Морские котики (1990)
- Маска Зорро (1998)

## Награды
Джон Стирс получил две номинации на премию «Оскар» за лучшие визуальные эффекты», и выиграл каждую.
- 1966 — «Шаровая молния»[6][7]

- 1978 — «Звёздные войны[a]»; вместе с Джоном Дайкстрой, Ричардом Эдландом, Грантом МакКьюном и Робертом Блалаком[8][9]

## Заметки
1. 1 2 3 4  Позже названные как «Звёздные войны. Эпизод IV: Новая надежда»

## Ссылка
- Джон Стирс (англ.) на сайте Internet Movie Database